# Grigor Vitez
 Ovo je glavno značenje pojma Grigor Vitez. Za nagradu nazvanu po ovom književniku pogledajte Grigor Vitez (nagrada).
Grigor Vitez, pravim imenom Grigorije Vitez (Kosovac kraj Okučana, 15. veljače 1911. – Zagreb, 23. studenoga 1966.), bio je hrvatski pjesnik, dječji pisac i prevoditelj.
Smatra se začetnikom moderne hrvatske književnosti za djecu. Autor je brojnih pjesama i priča namijenjenima djeci, te je autor i mnogobrojnih članaka u časopisima. Djeca se kroz svoje školovanje mogu susresti s djelima Grigora Viteza jer se ona često nalaze u školskim čitankama. Grigor Vitez dobitnik je Zlatne ptice, posebnog priznanja za vrhunska dostignuća u književnosti za djecu.

## Životopis

### Podrijetlo
Grigor Vitez rodio se 15. veljače 1911. godine pod imenom Grigorije u srpskoj obitelji, kao dijete Ane i Teodora Viteza. O svojem je obiteljskom podrijetlu pisao u knjizi Ahmeta Hromadžića "Dječji pisci o sebi". Majka Grigora Viteza prezivala se Milosavljević, a njezini su preci došli u Slavoniju iz Bosne krajem 17. stoljeća. S očeve strane preci su došli iz sjeverne Dalmacije, iz Ravnih kotara ili Bukovice, a nosili su prezime Alavanja. Jedan od Alavanja koji je došao u okučanski kraj od Marije Terezije dobio je počasni naslov viteza, i to je kasnije uzeto kao prezime.

### Djetinjstvo, obrazovanje i posao učitelja
Odrastao je u tipičnom slavonskom multietničkom selu. Njegova obitelj bila je mnogočlana i bavili su se zemljoradnjom. Imao je dva starija brata (Joco i Savo) i jednog mlađeg (Pero). Bez oca je ostao kao predškolarac, pred početak Prvog svjetskog rata. Osnovnu školu završio je u Okučanima, a gimnaziju u Novoj Gradiški. Prve dvije pjesme napisao je kao maturant. Krajem 1920-ih godina upisao je učiteljsku školu u Pakracu, nakon koje je stekao zvanje učitelja. Prvo radno mjesto kao učitelj imao je u selu Slobodna Vlast pokraj Đakova, nakon čega dobiva premještaj u Voćin, gdje upoznaje svoju suprugu Elizabetu Perlik, te se tu i vjenčavaju.

### Drugi svjetski rat i razdoblje do smrti
Početkom Drugog svjetskog rata, dobiva premještaj u Gornji Vakuf, a nakon toga u Golince pokraj Donjeg Miholjca. Nedugo zatim, pridružuje se partizanima, kojima je vodio učiteljske tečajeve, kako bi bili educirani nakon rata predavati u školama. Poslije rata radio je u Ministarstvu prosvjete u Zagrebu, te kao urednik u izdavačkoj kući Mladost. Godine 1957. pokreće biblioteku izdanja za djecu imena Vjeverica, u okviru koje je objavljeno oko 300 knjiga. Tijekom 1950-ih godina bio je tajnik Društva književnika Hrvatske. Zdravstveno stanje mu se naglo pogoršalo 1960-ih i kralježnica mu je bila nepovratno oštećena. Stvarao je prikovan za krevet. Umro je 23. studenoga 1966. godine, a pokopan je u rodnom Kosovcu.

## Stvaralaštvo
Pisao je poeziju za djecu i odrasle (Sto vukova, Kad bi drveće hodalo, Gdje priče rastu, Kako živi Antuntun), a prevodio je s ruskog, francuskog i slovenskog jezika. Njegovom poezijom dominiraju jednostavne i neposredne lirske slike u tradiciji poetskog izraza Dobriše Cesarića. Stihovi skladni i muzikalni, a svojim je pjesmama zbog aktualnosti i duhovitih poanti osvojio široki krug čitatelja. Objavio je nekoliko poetskih zbirki među kojima se ističu: Pjesme, Naoružane ruže, Povjerenje života i Kao lišće i trava. Njegove pjesme prevođene su na gotovo sve europske jezike.
Neke od njegovih knjiga ilustrirao je poznati hrvatski ilustrator Ivan Antolčić.
Postoji Nagrada "Grigor Vitez" koja se od 1967. godine dodjeljuje piscu i ilustratoru najbolje knjige za djecu u godišnjoj produkciji.

### Djela
Nepotpun popis:
- San boraca u zoru, Nakl. Navod Hrvatske, Zagreb, 1948.
- Pjesme, Zora Državno izdavačko poduzeće Hrvatske, Zagreb, 1950.
- Naoružane ruže, Kultura,  Zagreb, 1955.
- Vesele zamke, Mladost, Zagreb, 1955.
- Prepelica, Prosvjeta, Zagreb, 1956.
- Lirika o Slavoniji, urednik, Slavonija danas, Osijek, 1956.
- Povjerenje životu, Narodna prosvjeta, Sarajevo, 1957.
- Sto vukova, i druge pjesme za djecu, "Svjetlost", Sarajevo, 1957. (1987.; 1990.)
- Perzijske bajke, Mladost, Zagreb, 1958.
- Kad bi drveće hodalo, Mladost, Zagreb, 1959. (1990.; Mozaik knjiga, 2015.)
- Kao lišće i trava: pjesme, Matica hrvatska, Zagreb, 1960.
- Maksimir, Mladost, Zagreb, 1960.
- Iza brda plava: izbor pjesama za djecu, Matica hrvatska, Zagreb, 1961.
- Hvatajte lopova, "Svjetlost", Sarajevo, 1964.
- Gdje priče rastu, Mladost, Zagreb, 1965. (1978.)
- Zekina kuća, Mladost, Zagreb, 1965.
- Nevidljive ptice, Mozaik knjiga, 2002.

## Zanimljivosti
- Grigor Vitez napisao je pjesmu "Kako živi Antuntun" prema stvarnoj osobi Antunu Tunu, koji je živio u Donjoj Kovačici kraj Bjelovara. On je izvrijeđao Grigora Viteza kada je on sakupljao "obaveze" (žito iz seljačkih zaliha) u ime Komunističke partije nakon Drugog svjetskog rata, a Grigor Vitez mu je zauzvrat napisao i posvetio pjesmu.[13]

## Vanjske poveznice

### Sestrinski projekti
|  | Wikicitati imaju zbirke citata o temi Grigor Vitez |

### Mrežna mjesta
- LZMK / Proleksis enciklopedija: Vitez, Grigor
- Filozofski fakultet Sveučilišta u Zagrebu: Veliki vidar – stoljeće Grigora Viteza
- HRT Magazin: Tko je bio Grigor Vitez?
- Telegram.hr – Nagovorili smo kćer Grigora Viteza da prvi put u životu javno ispriča intimnu priču o svom velikom tati